# Проходна съгласна
Проходните съгласни (фрикативни) (от лат.: frico), известни още и като търкави, се учленяват като въздухът се прокарва през тесния процеп, създаден между два близко поставени учленителни органи. Такива места могат да бъдат долната устна, поставена до горния ред зъби [f]; задната част на езика, поставена до мекото небце [x]; или страничната част на езика, поставена срещу задния ред зъби (уелското 'll' [ɬ]). Подраздел на проходните съгласни са „шипящите“. При образуването на шипяща съгласна въздухът отново се прокарва през тесния процеп между учленителите, но езикът се усуква по дължина, така че да насочи въздуха над зъбите. Примери за шипящи съгласни са [с, з, ш, ж].

### Шипящи проходни съгласни
- [s] беззвучна венечна шипяща проходна съгласна
- [z] звучна венечна шипяща проходна съгласна
- [sʼ] венечна изтласкваща шипяща проходна съгласна
- [s̪] беззвучна зъбна шипяща проходна съгласна
- [z̪] звучна зъбна шипяща проходна съгласна
- [s̺] беззвучна задвенечна шипяща проходна съгласна
- [z̺] звучна задвенечна шипяща проходна съгласна
- [s̠] беззвучна задвенечна шипяща проходна съгласна (ламинална)
- [z̠] звучна задвенечна шипяща проходна съгласна (ламинална)
- [ʃ] беззвучна венечно-небна шипяща проходна съгласна (предноезична, частично палатализирана)
- [ʒ] звучна венечно-небна шипяща съгласна
- [ɕ] беззвучна венечно-небна шипяща проходна съгласна (ламинална, палатализирана)
- [ʑ] звучна венечно-небна шипяща проходна съгласна (ламинална, палатализирана)
- [ʂ] беззвучна ретрофлексна шипяща проходна съгласна (върхова или подвърхова)
- [ʐ] Звучна ретрофлексна шипяща проходна съгласна (върхова или подвърхова)

Всички шипящи са предноезични, но към този признак спадат зъбните, венечните, задвенечните и небните (ретрофлексни). На задвенечното място на учленение езикът заема няколко възможни форми, създавайки предноезични, ламинални (повърхностно-плоскоезични) или върхови съгласни, като всяка от тях притежава отделен знак и самостоятелно название в МФА. Ретрофлексните съгласни биват подвърхови и небни, но често се изписват по същия начин като върховите задвенечни съгласни. Венечните и зъбните съгласни също могат да са както върхови, така и ламинални, но тази тънка разлика просто се отбелязва с диакритични знаци към вече съществуващите символи.

### Нешипящи проходни съгласни
- [ɸ] беззвучна двубърнена проходна съгласна
- [β] звучна двубърнена проходна съгласна
- [f] беззвучна устнено-зъбна проходна съгласна
- [v] звучна устнено-зъбна проходна съгласна
- [θ̼] беззвучна езично-устнена проходна съгласна
- [ð̼] звучна езично-устнена проходна съгласна
- [θ], [θ̟] беззвучна зъбна проходна съгласна
- [ð], [ð̟] звучна зъбна проходна съгласна
- [θ̠], [ɹ̝̊] беззвучна венечна нешипяща проходна съгласна
- [ð̠], [ɹ̝] звучна венечна нешипяща проходна съгласна
- [ç] беззвучна небна проходна съгласна
- [fʀ] беззвучна трептяща проходна съгласна
- [ʝ] звучна небна проходна съгласна
- [x] беззвучна заднонебна проходна съгласна
- [ɣ] звучна заднонебна проходна съгласна
- [ɧ] беззвучна небно-заднонебна проходна съгласна
- [χ] беззвучна мъжечна проходна съгласна
- [ħ] беззвучна глътъчна проходна съгласна
- [ʜ] беззвучна надгръклянникова проходна съгласна

### Странични проходни съгласни
- [ɬ] беззвучна венечна странична проходна съгласна
- [ɮ] звучна венечна странична проходна съгласна
- [ɬ̥˔] или [ɬ̢] беззвучна ретрофлексна странична проходна съгласна
- [ʎ̥˔] или [ʎ̝̊] беззвучна небна странична проходна съгласна
- [ʟ̝̊] беззвучна заднонебна странична проходна съгласна
- [ʟ̝] звучна заднонебна странична проходна съгласна

### Обозначения, използвани както за проходни съгласни, така и за приблизителни
- [ʁ] звучна мъжечна проходна съгласна
- [ʕ] звучна глътъчна проходна съгласна
- [ʢ] звучна надгръклянникова проходна съгласна
- [ʍ] беззвучна устнено-заднонебна проходна съгласна (приблизителна съгласна, наподобяваща двойно учленение)

### Псевдопроходни съгласни
- [h] беззвучна гласилкова проходна съгласна
- [ɦ] звучна гласилкова проходна съгласна